# Röd Front-Förbundet
Röda Frontförbundet bildades 1930 på initiativ av Sveriges Kommunistiska Parti. Röda Frontförbundet var en militant organisation, med en paramilitär framtoning: medlemmarna hade  uniform och var inblandade i konfrontation med både polis och fascister. Det tyska kommunistpartiets paramilitära frontorganisation Roter Frontkämpferbund var den viktigaste förebilden. 
Röd Frontförbundet var tänkt att fungera som en "värnorganisation" (försvarsorganisation) för kommunistpartiet och arbetarrörelsen i stort, men långsiktigt skulle förbundet också fungera som en förtrupp under revolutionen och kan sägas ha varit ett embryo till en röd armé. 

## Historia

### Bildande
Röda Frontförbundet bildades formellt på ett möte i Stockholm den 6 december 1930. Enligt förbundets egen tidskrift "Röd Front" hade initiativet till bildandet tagits på en skandinavisk-finsk antifascistiskt konferens som anordnades i Stockholm den 10 augusti 1930. Det verkliga initiativet till bildandet kom dock från Sveriges Kommunistiska Parti (SKP). Kommunistpartiets ledning hade redan i januari samma år godkänt ett förslag för bildandet av en "värnorganisation". SKP var också huvudarrangör för den antifascistiska konferensen.
Röda Frontförbundet bildades med det tyska Roter Frontkämpferbund som förebild. 

### Organisation
Röda Frontförbundet styrdes hela tiden av SKP. Förbundet styrdes av ledande medlemmar i kommunistpartiet och merparten av medlemmarna var troligen också medlemmar av partiet. SKP:s högsta ledning - Politbyrån - tog vid flera tillfällen detaljerade beslut om Frontförbundets verksamhet.
Förbundet hade en riksledning som bestod av 20 personer. 1931 rapporterade förbundets ordförande till SKP:s ledning att förbundet hade ett 15-tal lokalorganisationer och bestod av 1500 medlemmar. Röda Frontförbundet hade ett ungdomsförbund, Antifascistiska Ungdomsgardet eller "Antifa", samt en särskilt sektion för sjömän och hamnarbetare: "Röd marin". 

Medlemmarna i förbundet svors in i organisationen med en faned:
Vi klassmedvetna proletärer svär: att insätta alla våra krafter
i kampen för alla arbetandes befrielse från kapitalistisk utsugning,
förtryck och förföljelser. I järnhård disciplin och strängaste
självtukt underkasta vi oss alla befälets kommandon och
förordningar, som är nödvändiga i kampen för proletariatets
intressen. Den arbetande klassens skarpaste förakt och den
revolutionära domstolens strängaste dom skall drabba den
som sviker den Röda Fronten eller förråder proletariatets
intressen.
Res er Frontkämpar, höj den knutna näven.
Vi svär rött. Seger eller död.
Vi ägnar vårt liv åt klasskampens stora sak.
Vi är den nya tidens röda pionjärer.
Seger eller död, en helig ed.
Vi skall leva eller dö för Dig Du röda fana,

den proletära diktaturens symbol.

Vidare skulle medlemmarna i offentliga sammanhang bära Röda Frontförbundets uniform, som bestod av en mössa, jacka och bälte med "koppel" över ena axeln. Medlemmarna förväntades också vara beredda på fysisk konfrontation med polis, strejkbrytare och fascister. Det finns däremot inga belägg för att förbundet var beväpnat med vapen.

### Verksamhet
Röda Frontförbundets medlemmar skulle fungera som en "värnorganisation" (försvarsorganisation) för kommunistpartiet och arbetarrörelsen i stort. Exempelvis genom att fysiskt hindra polisingripanden mot SKP:s demonstrationer, men också genom att konfrontera fascister. Enligt frontförbundets tidskrift var dess medlemmar inblandade i flera slagsmål med organiserade fascister eller nazister. Exempelvis dök ett 30-tal av förbundets medlemmar upp på ett möte i Annaskolan anordnat av fascister, för att "diskutera". Slagsmål utbröt och en av frontkämparna blev knivhuggen. Förbundet deltog också i begravningen efter Ådalshändelserna 1931, med ett 50-tal uniformerade medlemmar. Röda Frontförbundet arrangerade också "Röd Pingst" i samarbete med Sveriges Kommunistiska Ungdomsförbund. Detta arrangemang var viktigt för förbundet och innefattade olika möten, sportuppvisningar och demonstrationer. 
Större delen av Röda Frontförbundets verksamhet bestod av försök att få organisationen att växa och fungera, så som medlemsvärvning och propaganda.

### Avveckling
I april 1933 tog SKP beslut att upplösa förbundet. Den 18 oktober samma år meddelade Röda Frontförbundets riksledning, i en artikel i Ny Dag, att förbundet skulle avvecklas.  Dess medlemmar skulle istället gå in i "Kampfront mot fascismen", en organisation som dock aldrig tog fart. Stockholmsavdelningen av Röda Frontförbundet, eller en mindre del av Stockholmsavdelningen, vägrade följa beslutet och fortsatte sin verksamhet under namnet "Arbetarvärnet". Arbetarvärnets verksamhet verkar mest bestått av att ge ut en tidning och organisationen dog ut någon gång under 1934.
Det fanns ett par centrala anledningar till förbundets upplösning. Sveriges Kommunistiska Parti blev tydligt påverkat av maktöverlämnandet till Nazisterna i Tyskland och förbudet mot det tyska kommunistpartiet, varför det fanns anledning att tona ned den revolutionära retoriken och hindra ett partiförbud också i Sverige. Uniformsförbudet (förbud mot politiska uniform) antogs i juni 1933, vilket hindrade förbundets bruk av uniform, den mest anmärkningsvärda aspekten av förbundets verksamhet. Sammantaget lades Röda Frontförbundet ned på grund av den förändrade politiska situationen och kanske också mot bakgrund av att organisationen aldrig blev särskilt framgångsrik. 